# Serie A (calcio femminile)
La Serie A Women è la massima divisione del campionato italiano femminile di calcio, nonché l'unica appartenente alla categoria professionistica, ed è gestita, dalla stagione 2018-2019, dalla Federazione Italiana Giuoco Calcio (FIGC). Dalla stagione 2025-2026, vi partecipano 12 squadre che si affrontano a turno in un girone unico all'italiana. Per ogni partita, vengono assegnati tre punti alla squadra vincente e zero a quella perdente; in caso di pareggio, i punti attribuiti sono uno a testa.
Al 2024, il torneo è stato vinto da 22 formazioni diverse. Alla fine di ogni stagione, la squadra che ha ottenuto più punti è proclamata vincitrice della competizione, ricevendo il titolo de iure di «campione d'Italia», ottenendo così il diritto di indossare lo scudetto nelle proprie divise durante la stagione successiva, nonché la qualificazione alla fase a gironi della UEFA Women's Champions League; la seconda e terza classificata, invece, ottengono la qualificazione ai preliminari della stessa coppa europea. Retrocede in Serie B l'ultima classificata. Fino alla stagione 2012-2013, le ultime due squadre retrocedevano in Serie A2, rinominata Serie B a partire dalla stagione 2013-2014.
Dalla stagione 2022-2023 alla stagione 2024-2025, il campionato si è svolto in due fasi. Nella prima fase, le squadre si affrontavano in un girone all'italiana con partite di andata e ritorno, per un totale di 18 giornate. Nella seconda fase le prime cinque classificate hanno partecipato alla poule scudetto e le ultime cinque classificate alla poule salvezza.
La stagione 2022-2023 è stata la prima edizione della Serie A femminile ad essere a carattere professionistico.

## Le squadre
Sono 123 le squadre ad aver preso parte ai 48 campionati di Serie A femminile a girone unico disputati dal 1974 alla stagione 2025-2026 (in grassetto quelle partecipanti alla stagione in corso):
- 36 volte: Lazio CF
- 31 volte: Fiamma Monza
- 27 volte: Torino
- 25 volte: ACF Milan, Torres
- 22 volte: Verona Women
- 19 volte: Tavagnacco
- 16 volte: Firenze
- 15 volte: Agliana, Reggiana, Roma CF
- 14 volte: Pordenone Albatros
- 12 volte: Como, Gravina
- 11 volte: Fiorentina
- 10 volte: Bologna CF, Giugliano, Verona CF
- 9 volte: Brescia, Juventus, Mozzanica, Sassuolo, ACF Verona
- 8 volte: Gorgonzola, Milan, Roma, Trani 80
- 7 volte: Chiasiellis, G.E.A.S., Inter, Milan 82 Salvarani, Napoli, Pisa
- 6 volte: Carrara, Lugo, Padova, Piacenza, Picenum, Pink Sport Time, Prato,
- 5 volte: Alaska Lecce, Atalanta, Foroni Verona, Juventus Torino, Modena Euromobil, Res Roma, Riva del Garda, Riviera di Romagna
- 4 volte: Atletico Oristano, Aurora Bergamo, Cagliari, Delfino, Empoli, Monteforte Irpino, ACF Napoli, Rodengo Saiano, Sampdoria, San Zaccaria, Sarzana 2000, Somma Vesuviana, Tigullio 72, Diadora Valdobbiadene, Valigi Perugia, Venezia 1984, Verona
- 3 volte: Ascoli, Belluno, Cascine Vica, ChievoVerona Valpo, Fiamma Sarcedo, Florentia S.G., Foggia, Juve Siderno, ACF Juventus, Lazio, Modena, Orobica, ACF Piacenza, Pomigliano, Pordenone, Rutilius Sport, Turris, Vigor Senigallia
- 2 volte: Bergamo R, Cuneo, Grifo Perugia, Jolly Catania, U.S. Libertas, Ludos Palermo, Luserna, Parma, Prato Sport, Real Torino, Riozzese, Roma Club, Sporting Segrate 92, Südtirol, Tradate Abbiate, Vallassinese
- 1 volte: Alba Pavona, Aquile Palermo, Arezzo, Attilia Nuoro, Calendasco, Chieti, Derthona, Falchi Astro, Fortitudo Mozzecane, Genoa, Gravina in Puglia, F.C.F. Inter, Inter Milano, L.F. Jesina, Latina, Livorno, Lucca 7, Messina, M. Matese Bojano, Orlandia 97, ACF Perugia, Piazza 96, Porto Mantovano, Salernitana, San Marino, Scalese, Sporting Casalnuovo, Ternana, Trento, Urbe Tevere, Valdarno, Vittorio Veneto

## Albo d'oro
Di seguito è riportato l'albo d'oro del campionato italiano femminile di calcio. Dalla stagione 1986-1987 il campionato è organizzato dalla FIGC-LND, mentre per le stagioni precedenti viene indicata la federazione organizzatrice.
- 1968 FICF:  Genova (1º)
- 1968 UISP:  Bologna CF (1º)[6]
- 1969 FICF:  ACF Roma (1º)
- 1969 UISP:  Bologna CF (2º)[6]
- 1970 FFIGC:  Gommagomma (1º)
- 1970 FICF:  Real Torino (1º)[6]
- 1971 FFIGC:  Piacenza (1º)
- 1971 FICF:  Real Juventus (1º)[6]
- 1972 FFIUAGC:  Gamma 3 Padova (1º)
- 1973 FFIUGC:  Gamma 3 Padova (2º)
- 1973 FICF:  Milano (2º)[6]
- 1974 FFIUGC:  Falchi Astro Montecatini (1º)[7]
- 1975 FIGCF:  USF Milan (3º)
- 1976 FIGCF:  Valdobbiadene (1º)
- 1977 FIGCF:  Diadora Valdobbiadene (2º)
- 1978 FIGCF:  Jolly Catania (1º)
- 1979 FIGCF:  Lazio CF Lubiam (1º)
- 1980 FIGCF:  Lazio CF Lubiam (2º)
- 1981 FIGCF:  Alaska Lecce (1º)
- 1982 FIGCF:  Alaska Lecce (2º)
- 1983 FIGCF:  Alaska Lecce (3º)
- 1984 FIGCF:  Alaska Trani 80 (1º)
- 1985 FIGCF:  Sanitas Trani 80 (2º)
- 1985-1986 FIGCF:  Despar Trani 80 (3º)
- 1986-1987:  Lazio CF (3º)
- 1987-1988:  Lazio CF (4º)
- 1988-1989:  Giugliano (1º)
- 1989-1990:  Reggiana R. Zambelli (1º)
- 1990-1991:  Reggiana R. Zambelli (2º)
- 1991-1992:  Milan 82 Salvarani (1º)
- 1992-1993:  Reggiana R. Zambelli (3º)
- 1993-1994:  Torres Fo.S. (1º)
- 1994-1995:  Agliana (1º)
- 1995-1996:  Verona Gunther (1º)
- 1996-1997:  Modena (1º)
- 1997-1998:  Modena (2º)
- 1998-1999:  ACF Milan (4º)
- 1999-2000:  Torres Fo.S. (2º)
- 2000-2001:  Torres Fo.S. (3º)
- 2001-2002:  Ruco Line Lazio (5º)
- 2002-2003:  Foroni Verona (1º)
- 2003-2004:  Foroni Verona (2º)
- 2004-2005:  Bardolino Verona (1º)
- 2005-2006:  Fiamma Monza (1º)
- 2006-2007:  Bardolino Verona (2º)
- 2007-2008:  Bardolino Verona (3º)
- 2008-2009:  Bardolino Verona (4º)
- 2009-2010:  Torres (4º)
- 2010-2011:  Torres (5º)
- 2011-2012:  Torres (6º)
- 2012-2013:  Torres (7º)
- 2013-2014:  Brescia (1º)
- 2014-2015:  AGSM Verona (5º)
- 2015-2016:  Brescia (2º)
- 2016-2017:  Fiorentina (1º)
- 2017-2018:  Juventus (1º)
- 2018-2019:  Juventus (2º)
- 2019-2020:  Juventus (3º)[8]
- 2020-2021:  Juventus (4º)
- 2021-2022:  Juventus (5º)
- 2022-2023:  Roma (1º)
- 2023-2024:  Roma (2º)
- 2024-2025:  Juventus (6º)

## Aspetto mediatico
A partire dalla stagione 2018-2019, i diritti televisivi della Serie A, oltre che quelli della Coppa Italia (con le due semifinali e la finale trasmesse in diretta) e della Supercoppa italiana, sono stati assegnati a Sky, che aveva siglato un accordo pluriennale con la FIGC, con l’obiettivo di sostenere e sviluppare ulteriormente il calcio femminile in Italia e garantirne la visibilità, attraverso la trasmissione di una partita a settimana del campionato di Serie A e una programmazione dedicata.
Nel settembre 2021, i diritti televisivi del campionato sono passati ufficialmente all'emittente privata La7, che aveva pattuito un accordo esclusivo per le edizioni 2021-2022 e 2022-2023, garantendo la trasmissione in chiaro di una partita per ogni giornata del torneo sui canali La7 e La7d, nonché delle semifinali e delle finali sia della Coppa Italia, sia della Supercoppa italiana.
In vista dell'annata 2023-2024, i diritti di trasmissione audiovisiva sono stati suddivisi in tre pacchetti separati: uno per la trasmissione in chiaro in esclusiva (una partita per ogni giornata, più le finali di Coppa Italia e Supercoppa), assegnato alla Rai; uno per i diritti internazionali, aggiudicato all'S&T Sports Group; e infine, uno per la trasmissione non esclusiva di tutte le partite, che però, nonostante tre proroghe consecutive, è rimasto invenduto oltre l'inizio del campionato, suscitando diverse critiche. In attesa di ricevere nuove offerte per quest'ultimo pacchetto, la FIGC ha provveduto a trasmettere in streaming le partite non coperte in chiaro sul proprio sito Internet. Nel settembre 2023, è stata infine accettata un'offerta da parte di DAZN, che ha dunque acquisito i diritti per trasmettere tutte le partite di campionato sui propri servizi di live streaming.

## Loghi

Logo utilizzato dal 2018 al 2020
Logo in uso dal 2020 al 2025